# Liste der denkmalgeschützten Objekte in Baumgarten (Burgenland)
Die Liste der denkmalgeschützten Objekte in Baumgarten enthält die 10 denkmalgeschützten, unbeweglichen Objekte der Gemeinde Baumgarten.

## Denkmäler
| Foto |                 | Denkmal                                                                                  | Standort                                          | Beschreibung | Metadaten |
| ---- | --------------- | ---------------------------------------------------------------------------------------- | ------------------------------------------------- | --- | --- |
| ja   | Datei hochladen | Bildstock hl. Florian HERIS-ID: 29105 Objekt-ID: 25735                                   | vor Florianiplatz 9 Standort KG: Baumgarten       | | BDA-Hist.: Q37923974 Status: § 2a Stand der BDA-Liste: 2025-06-30 Name: Bildstock hl. Florian GstNr.: 369                                                                    |
| ja   | Datei hochladen | Wegkapelle Zur Ehren der Kreuzauffindung HERIS-ID: 25854 Objekt-ID: 22303                | Ödenburgerstraße Standort KG: Baumgarten          | Der neogotische Giebelbau ist im Gitter mit 1872 bezeichnet. | BDA-Hist.: Q37896896 Status: § 2a Stand der BDA-Liste: 2025-06-30 Name: Wegkapelle Zur Ehren der Kreuzauffindung GstNr.: 1646                                                |
| ja   | Datei hochladen | Figurenbildstock hl. Johannes Nepomuk HERIS-ID: 25853 Objekt-ID: 22302                   | vor Pfarrgasse 6 Standort KG: Baumgarten          | Der Bildstock des Heiligen Johannes Nepomuk stammt aus der 1. Hälfte des 18. Jahrhunderts. Im Jahr 1898 wurde er an seinen heutigen Standort vor dem Pfarrhof versetzt und restauriert. | BDA-Hist.: Q37896880 Status: § 2a Stand der BDA-Liste: 2025-06-30 Name: Figurenbildstock hl. Johannes Nepomuk GstNr.: 348                                                    |
| ja   | Datei hochladen | Grabhügel Krippelberg HERIS-ID: 12584 Objekt-ID: 8732                                    | Wegäcker, Wald Standort KG: Baumgarten            | | BDA-Hist.: Q38133717 Status: Bescheid Stand der BDA-Liste: 2025-06-30 Name: Grabhügel Krippelberg GstNr.: 957                                                                |
| ja   | Datei hochladen | Kath. Pfarrkirche hll. Petrus und Paulus HERIS-ID: 25846 Objekt-ID: 22295                | Kirchengasse 4, gegenüber Standort KG: Baumgarten | Die Pfarrkirche ist ein barocker Saalbau mit vierjochigem Schiff, einjochigem Chor und einem dreigeschoßigen Westturm. Hochaltar und Kanzel stammen vom Ende des 18. Jahrhunderts. | BDA-Hist.: Q23796583 Status: § 2a Stand der BDA-Liste: 2025-06-30 Name: Kath. Pfarrkirche hll. Petrus und Paulus GstNr.: 167 Pfarrkirche Hll. Petrus und Paulus (Baumgarten) |
| ja   | Datei hochladen | Friedhofsmauer HERIS-ID: 25847 Objekt-ID: 22296                                          | Friedhofsgasse Standort KG: Baumgarten            | Die Wehrmauer mit Schießscharten umgab den ehemaligen Friedhof um die Kirche. Sie weist mehrere große eingemauerte Grabsteine auf. | BDA-Hist.: Q37896807 Status: § 2a Stand der BDA-Liste: 2025-06-30 Name: Friedhofsmauer GstNr.: 167                                                                           |
| ja   | Datei hochladen | Ödes Kloster, ehem. Paulinenkloster HERIS-ID: 25848 Objekt-ID: 22297                     | Standort KG: Baumgarten                           | Die ehemalige Klosteranlage westlich des Ortes ist ein dreiteiliger Gebäudekomplex aus einer gotischen Kapelle, einer spätgotischen Kirche und einem Klosterbau des 18. Jahrhunderts. Die Wallfahrtskirche ist ein kurzer, hoher Bau vom Ende des 15. Jahrhunderts. Der Hochaltar entstand nach 1762.                       | BDA-Hist.: Q37896819 Status: § 2a Stand der BDA-Liste: 2025-06-30 Name: Ödes Kloster, ehem. Paulinenkloster GstNr.: 869 Oedes Kloster (Baumgarten)                           |
| ja   | Datei hochladen | Mariensäule HERIS-ID: 25850 Objekt-ID: 22299                                             | vor Ziegelofengasse 4 Standort KG: Baumgarten     | Die Mariensäule am östlichen Ortsausgang stammt aus dem 17. Jahrhundert, die Statue aus der 2. Hälfte des 19. Jahrhunderts. | BDA-Hist.: Q37896833 Status: § 2a Stand der BDA-Liste: 2025-06-30 Name: Mariensäule GstNr.: 111/2                                                                            |
| ja   | Datei hochladen | Figurenbildstock, Familiensäule HERIS-ID: 25851 Objekt-ID: 22300                         | Kirchengasse Standort KG: Baumgarten              | Der Bildstock der Heiligen Familie auf dem Platz vor der Pfarrkirche stammt aus dem 18. Jahrhundert. | BDA-Hist.: Q37896868 Status: § 2a Stand der BDA-Liste: 2025-06-30 Name: Figurenbildstock, Familiensäule GstNr.: 157/4                                                        |
| ja   | Datei hochladen | Panzergraben im Urbarial-Wald von Baumgarten HERIS-ID: 112584 Objekt-ID: 130792seit 2017 | Standort KG: Baumgarten                           | Der Panzergraben beginnt hier und verläuft ca. 950 m schnurgerade in Richtung ONO bis hierher und schwenkt dann auf einer Länge von 220 m Richtung NO bis hier. Bei den Kreuzungen mit den heutigen Forststraßen ist der Graben durch Erdbrücken unterbrochen. Die ursprüngliche Breite betrug 5 m bei einer Tiefe von 4 m. | BDA-Hist.: Q37831774 Status: Bescheid Stand der BDA-Liste: 2025-06-30 Name: Panzergraben im Urbarial-Wald von Baumgarten GstNr.: 960, 964, 965, 972                          |